# Sorbaronia alpina
Sorbaronia alpina là loài thực vật có hoa trong họ Hoa hồng. Loài này được (Willd.) C.K. Schneid. miêu tả khoa học đầu tiên năm 1906.